# Mormo nigrescens
Mormo nigrescens är en fjärilsart som beskrevs av Barend J. Lempke 1965. Mormo nigrescens ingår i släktet Mormo och familjen nattflyn. Inga underarter finns listade i Catalogue of Life.